# Shrek 2
Shrek 2 – amerykański film animowany z 2004 roku. Powstał dla wytwórni DreamWorks Pictures, a jego reżyserami byli Andrew Adamson, Kelly Asbury i Conrad Vernon. Obraz jest sequelem przeboju kasowego z 2001 roku zatytułowanego Shrek, jego pozostałe kontynuacje typu: Shrek Trzeci pojawiła się trzy lata później, a ostatnia Shrek Forever sześć lat później.

## Fabuła
Shrek i Fiona zostają zaproszeni przez rodziców Fiony, króla Harolda i królową Lilian, do Zasiedmiogórogrodu. Pragną oni poznać jej „księcia z bajki”. Shrek zgadza się, chociaż bardzo niechętnie. W podróży nie może zabraknąć także Osła, który sam wprosił się do Zasiedmiogórogrodu. Shrek ma wątpliwości, czy rodzice Fiony zaakceptują go oraz swoją córkę jako ogrzycę. Jego obawy nie okazały się bezpodstawne, król Harold od pierwszej chwili nie polubił Shreka, a przyciśnięty do muru przez Wróżkę Chrzestną, chcącą zeswatać Fionę ze swoim synem, Księciem z Bajki, wynajmuje płatnego zabójcę, Kota w Butach. Honorowy kot, w zamian za oszczędzenie mu życia, postanawia towarzyszyć Shrekowi, co nie podoba się Osłu. Shrek pragnie, aby Fiona i jej rodzice byli szczęśliwi i w końcu go zaakceptowali, dlatego decyduje się zmienić siebie i Fionę w ludzi przez magiczny eliksir „Żyj długo i szczęśliwie”. Jednak nie kończy się to dobrze, bo Shrek, Osioł i Kot w butach zostają aresztowani pod pretekstem niezatrzymania się na wezwanie. Tymczasem Wróżka Chrzestna przyrządza napój, powodujący że ten, kto go wypije, zakocha się w pierwszym partnerze, którego pocałuje. Chce przetestować go na Fionie, by poślubiła Księcia z Bajki.
Postacie z Bajek (m.in. Pinokio, Ciastek, Świnki oraz Wilk) ratują trójkę bohaterów i razem z nimi ruszają do zamku, gdzie trwa bal z okazji powrotu Królewny Fiony i jej męża Shreka, w którego – dzięki odpowiednim czarom – wciela się Książę z Bajki. Gdy Shrek w ostatniej chwili pojawia się na balu, między nim a Wróżką Chrzestną następuje walka, w której ta ginie poprzez odbicie strzału różdżką za pomocą zbroi króla Harolda. Gdy ojciec Fiony przemienił się w pierwotną postać, czyli w żabę, zrozumiał wtedy, że nie docenił swojego zięcia, przeprosił obydwojga za swoje zachowanie oraz udzielił im błogosławieństwa.

## Obsada
- Mike Myers – Shrek
- Eddie Murphy – Osioł
- Cameron Diaz – Królewna Fiona
- Antonio Banderas – Kot w butach
- John Cleese – Król Harold
- Julie Andrews – Królowa Lilian
- Jennifer Saunders – Wróżka Chrzestna
- Rupert Everett – Książę z Bajki
- Cody Cameron – Pinokio
- Conrad Vernon – Ciastek
- Aron Warner – Wilk
- Larry King – Doris, przyrodnia siostra Kopciuszka

### Wersja polska
Opracowanie wersji polskiej: Start International Polska
Reżyseria: Joanna Wizmur
Dialogi polskie: Bartosz Wierzbięta
Teksty piosenek: Marek Robaczewski, Bartosz Wierzbięta
Kierownictwo muzyczne: Marek Klimczuk
Dźwięk i montaż: Janusz Tokarzewski
Kierownik produkcji: Paweł Araszkiewicz
W wersji polskiej udział wzięli:
- Zbigniew Zamachowski – Shrek
- Jerzy Stuhr – Osioł
- Agnieszka Kunikowska – królewna Fiona
- Wojciech Malajkat – Kot w butach
- Janusz Bukowski – król Harold
- Małgorzata Zajączkowska – królowa Lilian
- Dorota Zięciowska – Wróżka Chrzestna
- Zbigniew Suszyński – Książę z Bajki
- Jarosław Domin – Pinokio
- Tomasz Bednarek – Ciastek
- Mirosław Zbrojewicz – Wilk
- Wojciech Paszkowski – Trzy świnki
- Jarosław Boberek – jedna z Trzech Świnek, reporter programu „Knechci”
- Wojciech Mann – brzydka siostra Kopciuszka
- Zbigniew Konopka – Cyklop

oraz
- Krzysztof Banaszyk – Magiczne Lustro, młody szlachcic
- Jacek Braciak – recepcjonista
- Izabela Dąbrowska – wieśniaczka
- Tomasz Grochoczyński – posłaniec
- Jan Kulczycki – stary szlachcic
- Aleksander Mikołajczak – prezenter na balu
- Janusz Wituch – policjant z programu „Knechci”
- Iwona Rulewicz – wieśniaczka
- Paweł Szczesny – ,,Żwirek”
- Joanna Węgrzynowska
- Joanna Orzeszkowska
- Monika Błachnio
- Katarzyna Czarnota

i inni
Polskojęzyczną wersję piosenki Bonnie Tyler Holding Out for a Hero śpiewa Dorota Zięciowska
Chór: Izabela Bujniewicz, Daria Druzgała, Piotr Gogol, Łukasz Zagrobelny, Kalina Kasprzak, Adam Krylik, Marta Smuk, Tomasz Steciuk

## Ścieżka dźwiękowa
Ścieżka dźwiękowa animowanej komedii Shrek 2, która została wydana w maju 2004 w Stanach Zjednoczonych, towarzysząc premierze filmu. Soundtrack uplasował się w pierwszej dziesiątce zestawienia Billboard 200, a także na 1 miejscu sprzedaży ścieżek dźwiękowych oraz w czołówce 40 najlepiej sprzedających się albumów w Australii. Singiel Accidentally in Love zespołu Counting Crows, promujący wydawnictwo, znalazł się w pierwszej dziesiątce zestawienia Billboard Adult Top 40 i w dwudziestce piosenek promujących ścieżki dźwiękowe. Dodatkowo utwór został nominowany do Oscara za najlepszą oryginalną piosenkę filmową (Academy Award for Best Original Song). Ścieżka zawiera również dwie wersje hitu Bonnie Tyler z 1980 roku, Holding Out for a Hero.
Soundtrack w Polsce uzyskał status platynowej płyty.

## Nagrody
Film otrzymał 2 nominacje do Oscara w kategoriach Najlepszy Film Animowany i Najlepsza Piosenka. Antonio Banderas otrzymał nominację do MTV Movie Awards w kategorii Najlepsza Rola Komediowa.